# Венді Г'юз
Венді Енн Г'юз (англ. Wendy Ann Hughes; 29 липня 1952, Мельбурн — 8 березня 2014, Сідней) — австралійська акторка театру, кіно та телебачення.

## Життєпис
Народилася 29 липня 1952 року у Мельбурні в родині англійців. Навчалася в Національному інституті драматичного мистецтва (NIDA) у Сіднеї. Кар'єру розпочала на театральній сцені у складі Мельбурнської театральної трупи. 1968 року почала зніматися на телебаченні. 1974 року дебютувала в кіно у драматичному фільмі «Петерсен» Тіма Берстолла.
1982 року зіграла в успішній кінокомедії «Самотні серця» Пола Кокса. Наступного року виконала роль Джиллі Стюарт у мінісеріалі «Повернення до Едему» за однойменним романом Розалінд Майлз. 1987 року знялася у фільмі «Щасливого Нового року» Джона Евілдсена, де її партнерами стали Пітер Фальк та Чарльз Дернінг. 1989 року зіграла з Пірсом Броснаном у телефільмі «Пограбування» виробництва HBO. 1991 року знялася в еротичній драмі «Дика орхідея 2: Два відтінки смутку» Залмана Кінга. 1993 року виконала роль лейтенанта-коммандера Нелли Дарен в епізоді «Уроки» (англ. Lessons) серіалу «Зоряний шлях: Наступне покоління». У 1997—1998 роках виконувала роль Кейт Феррарі, коронера, у драматичному серіалі «Державний коронер» каналу Network Ten.
1983 року роль у кінодрамі «Обережно, він може тебе почути» Карла Шульца принесла їй премію AFI (AACTA) Австралійського інституту кіно у категорії Найкраща акторка.
Венді Г'юз померла 8 березня 2014 року у Сіднеї в 61-річному віці від раку.

## Особисте життя
Г'юз тричі була у шлюбі, кожен з яких завершився розлученням:
- 1971—1973 — Шон Скаллі, актор.
- ?—? — Кріс Гейвуд, актор. 1978 року у пари народилася дочка Шарлотта Гейвуд.
- 1980—? — Патрік Джульє, ресторатор та продюсер. У цьому шлюбі народився син Джей Джульє[2].

## Фільмографія
| Рік       |    | Українська назва                    | Оригінальна назва                  | Роль                            |
| --------- | -- | ----------------------------------- | ---------------------------------- | ------------------------------- |
| 1968      | с  | Гантер                              | Hunter                             | Сью Галлахер                    |
| 1971      | с  | Група                               | The Group                          | Лора Бент                       |
| 1974      | ф  | Петерсен                            | Petersen                           | Патриція Кент (Тріш)            |
| 1975      | ф  | Гонщики з візком                    | Sidecar Racers                     | Лінн Карсон                     |
| 1975      | ф  | Я не можу почати                    | I Can't Get Started                | Маргарет                        |
| 1976      | с  | Сила без слави                      | Power Without Glory                | Мері Вест                       |
| 1976      | тф | Там хто-небудь є?                   | Is There Anybody There?            | Маріанна Дікінсон               |
| 1977      | тф | Альтернатива                        | The Alternative                    | Мелані Гілтон                   |
| 1978      | тф | Пазл                                | Puzzle                             | Клодін Каннінгем                |
| 1978      | ф  | Стрічка новин                       | Newsfront                          | Емі Маккензі                    |
| 1979      | ф  | Моя блискуча кар'єра                | My Brilliant Career                | тітка Гелен                     |
| 1979      | ф  | Костас                              | Kostas                             | Керол                           |
| 1980      | ф  | Торкнися і йди                      | Touch and Go                       | Єва                             |
| 1980      | с  | Люсінда Брайфорд                    | Lucinda Bradford                   | Люсінда Брайфорд                |
| 1981      | ф  | Ошукуючи                            | Hoodwink                           | Люсі                            |
| 1982      | ф  | Дует на чотирьох                    | Duet for Four                      | Барбара Данстан                 |
| 1982      | ф  | Самотні серця                       | Lonely Hearts                      | Патриція Карнов                 |
| 1982      | ф  | Смертельне літо                     | A Dangerous Summer                 | Софі Маккан                     |
| 1983      | ф  | Обережно, він може тебе почути      | Careful, He Might Hear You         | Ванесса                         |
| 1983      | с  | Повернення до Едему                 | Return to Eden                     | Джиллі Стюарт                   |
| 1984      | ф  | Моя перша дружина                   | My First Wife                      | Гелен                           |
| 1984      | с  | Струмок у п'ять миль                | Five Mile Creek                    | Арабелла                        |
| 1985      | ф  | Непристойна пристрасть              | An Indecent Obsession              | Онор Ленгтрі                    |
| 1985      | тф | Пам'ятай мене                       | Remember Me                        | Дженні                          |
| 1987      | с  | Америка                             | America                            | Маріон Ендрюс                   |
| 1987      | ф  | Відлуння Раю                        | Echoes of Paradise                 | Марія                           |
| 1987      | ф  | Щасливого Нового року               | Happy New Year                     | Керолайн                        |
| 1987      | ф  | Тінь павича                         | Shadows of Peacock                 | Марія                           |
| 1988      | ф  | Кордони серця                       | Boundaries of the Heart            | Стелла Марсдон                  |
| 1988      | ф  | Теплі ночі у повільному потязі      | Warm Nights on a Slow Moving Train | Дженні Ніколсон / дівчина       |
| 1989      | ф  | Жінки Луїджі                        | Luigi's Ladies                     | Сара                            |
| 1989      | тф | Пограбування                        | The Heist                          | Шейла                           |
| 1990      | тф | Донор                               | Donor                              | доктор Феррелл                  |
| 1991      | тф | Жінка на ім'я Джекі                 | A Woman Named Jackie               | Дженет Лі Був'є                 |
| 1991      | ф  | Дика орхідея 2: Два відтінки смутку | Wild Orchid 2: Two Shades Blue     | Елль                            |
| 1993      | с  | Відділ вбивств                      | Homicide: Life on the Street       | доктор Керол Блайт              |
| 1993      | с  | Зоряний шлях: Наступне покоління    | Star Trek: Next Generation         | лейтенант-коммандер Нелла Дарен |
| 1994      | ф  | Принцеса Карабу                     | Princess Caraboo                   | місіс Воррелл                   |
| 1994—1996 | с  | Холодна ріка: Сага Макгрегора       | Snowy River: The McGregor Saga     | Кетлін О'Ніл                    |
| 1997      | ф  | Шлях до Раю                         | Paradise Road                      | місіс Діксон                    |
| 1997—1998 | с  | Державний коронер                   | State Coroner                      | Кейт Феррарі, коронер           |
| 2001      | ф  | Людина, яка судилася з Богом        | The Man Who Sued God               | Джулз Маєрс                     |
| 2006      | ф  | Мрія гусениці                       | Caterpillar Wish                   | Елізабет Робертс                |
| 2008      | ф  | Порятунок                           | Salvation                          | Глорія                          |
| 2008      | ф  | Вид з Грінхевена                    | The Wiew from Greenheven           | Дороті                          |
| 2008      | с  | Кінний клуб                         | The Saddle Club                    | Луїза Ломакс                    |
| 2009      | с  | Всі святі                           | All Saints                         | Анналіза Ленг                   |
| 2012      | с  | Леді-детектив міс Фрайні Фішер      | Miss Fisher's Murder Mysteries     | Адель Фрімен                    |

## Ролі у театрі
- 1968 — Ромео і Джульєтта (В. Шекспір), реж. Лоїс Кларк.
- 1969 — Антігона (Жан Ануй) — Ісмена
- 1970 — Кішка на розпеченому даху (Теннессі Вільямс), реж. Дерек Ніколсон.
- 1970 — Сон літньої ночі (В. Шекспір), реж. Джон Белл.
- 1970 — Криваве весілля (Федеріко Гарсія Лорка), реж. Джон Кларк.
- 1971 — Ці вільні метелики (Леонард Герш), реж. Джон Таскер.
- 1971—1972 — Patate (Марсель Ашар), реж. Джордж Огілві.
- 1972 — Вишневий сад (А. Чехов), реж. Джон Самнер.
- 1972 — Tonight At 8.30: Shadow Play / Red Peppers / Family Album (Ноел Ковард), реж. Рік Біллінгхерст.
- 1972 — Смерть Дантона (Георг Бюхнер), реж. Рік Біллінгхерст.
- 1972—1973 — Ідеальний чоловік (О. Вайлд), реж. Джордж Огілві.
- 1972 — Душа поета / Touch of the Poet (Юджин О'Ніл), реж. Малкольм Робертсон.
- 1972—1973 — The Tavern (Джордж М. Клен), реж. Саймон Чілверс.
- 1973 — Том (Алекс Бузо), реж. Малкольм Робертсон.
- 1973 — Матінка Кураж (Бертольд Брехт), реж. Йоахім Тенчер.
- 1973 — Плуг і зірки (Шон О'Кейсі), реж. Малкольм Робертсон.
- 1973 — Batman's Beach-Head (за п'єсою Ворог народу Г. Ібсена), реж. Джон Самнер.
- 1973 — Paying the Piper (Жорж Фейдо), реж. Джордж Огілві.
- 1980 — Вона була права / She'll Be Right (Тоні Ральф), реж. Кріс Гейвуд.
- 1983 — Справжній сміх / Present Laughter (Ноел Ковард), реж. Річард Верретт.
- 1999 — Щасливі дні / Happy Days — The Arena Mega Musical (Девід Каррі, Джон Конвей, Фред Фокс-молодший, Террі Моррісон), реж. Девід Гілмор — Маріон Каннінгем
- 2000 — Едіп, реж. Баррі Коскі.
- 2001 — Випускник (Чарльз Вебб, Террі Джонсон), реж. Террі Джонсон  — місіс Робінсон
- 2002 — Солодкоголоса пташка юності (Теннессі Вільямс), реж. Кейт Черрі.
- 2003 — Коза, або Хто така Сільвія? (Едвард Олбі), реж. Кейт Черрі.
- 2006 — Amigos (Девід Вільямсон), реж. Дженніфер Флаверс.
- 2006 — The Clean House (Сара Рул), реж. Кейт Черрі.
- 2007 — Хто боїться Вірджинії Вульф? (Едвард Олбі), реж. Пітер Еванс — Марта
- 2009 — Seven Deadly Sins Four Deadly Sinners, реж. Кейт Черрі.
- 2010 — Онор (Джоанна Мюррей-Сміт), реж. Саймон Філліпс — Онор
- 2010 — Все про мою матір (Педро Альмодовар), реж. Саймон Філліпс.
- 2012 — Пігмаліон (Б. Шоу), реж. Пітер Еванс — місіс Хіггінс, мати професора Хіггінса
- 2012 — Віч-на-віч (Інгмар Бергман), реж. Саймон Стоун[3]

## Нагороди та номінації
Logie Awards
- 1977 — Найкраща акторка другого плану (Сила без слави).
- 1984 — Найкраща акторка другого плану (Повернення до Едему).

AFI (AACTA) Awards
- 1978 — Номінація на найкращу акторку (Стрічка новин).
- 1979 — Номінація на найкращу акторку другого плану (Моя блискуча кар'єра).
- 1982 — Номінація на найкращу акторку (Самотні серця).
- 1983 — Найкраща акторка (Обережно, він може тебе почути).
- 1984 — Номінація на найкращу акторку (Моя перша дружина).
- 1987 — Номінація на найкращу акторку (Відлуння Раю).
- 1988 — Номінація на найкращу акторку (Кордони серця).